# کاتارینا، تگزاس
کاتارینا (به انگلیسی: Catarina) یک منطقهٔ مسکونی در ایالات متحده آمریکا است که در شهرستان دیمیت، تگزاس واقع شده‌است. کاتارینا ۹٫۸ کیلومتر مربع مساحت و ۱۳۵ نفر جمعیت دارد و ۱۶۸ متر بالاتر از سطح دریا واقع شده‌است.